# Erzsébet híd (Kolozsvár)
Az Erzsébet híd (románul: Podul Elisabeta) Kolozsvárott a Kolozsvári Állami Magyar Színház és Opera mellett a Kis-Szamoson átvezető gyaloghíd. Az 1,5 m széles és 35 m hosszú vashíd része annak a sétaútnak, amely felkapaszkodik a Fellegvárra.

## Története
1902-ben a város Szépítő Egyesülete elhatározta, hogy a Kis-Szamoson át gyalogjáró vashidat építtet a Fellegvárra vezető Erzsébet út könnyebb megközelítésére. Az építés finanszírozására részjegyeket bocsátottak ki. A kiírt pályázatra több cég jelentkezett: Schlick, Danubius, Nicolson, Demjén Ágoston vashidat, Mayer József vas- és fahidat, Pollák Samu vas- és cementhidat ajánlott. A hidat a Schlick cég építette, a kőtalapzatot pedig Székely Mihály vállalkozó. Az építkezést májusban kezdték el, és augusztus 6-án készült el, 17-én próbát tartottak, és 21-én Szvacsina Géza polgármester jelenlétében ünnepélyesen felavatták.
A második világháború során, 1944. október 10-én a szovjet hadsereg közeledése miatt a németek felrobbantották. Az 1940-es évek végén a hidat helyreállították, addig a híd romjaira tett deszkákon közlekedtek.
A hidat az 1980-as években, majd 2011 nyarán ismét felújították, ekkor díszkivilágítással is ellátták. Ebben az évben – külföldi mintára – megjelent az a szokás, hogy a szerelmespárok lakatot szerelnek a hídra és a kulcsát a folyóba dobják. 2012-ben az Erzsébet hídra a Galeria A1 Fugă în pas minor című alkotását, egy 500 csengőből álló kompozíciót szereltek fel.

## Képek

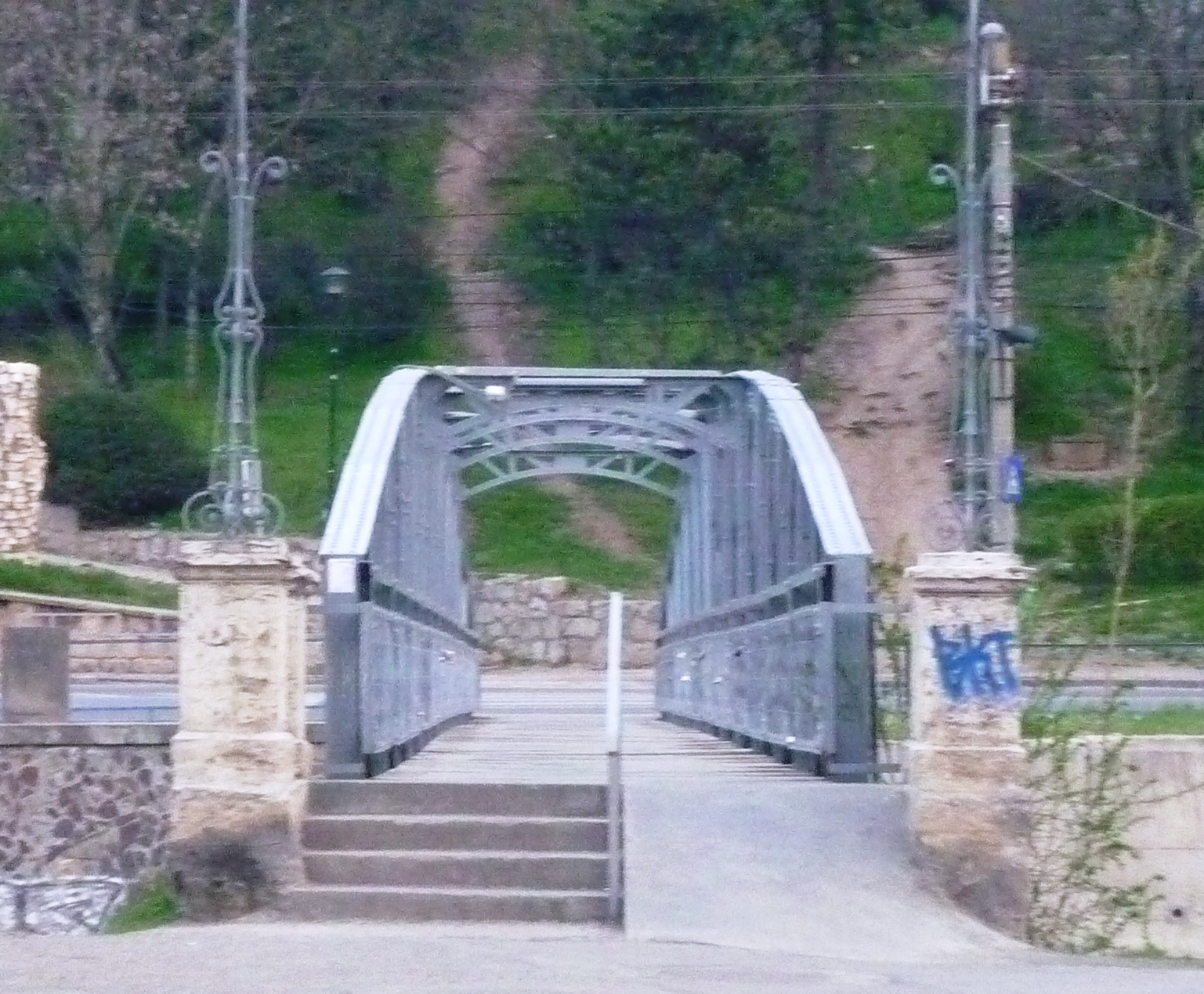
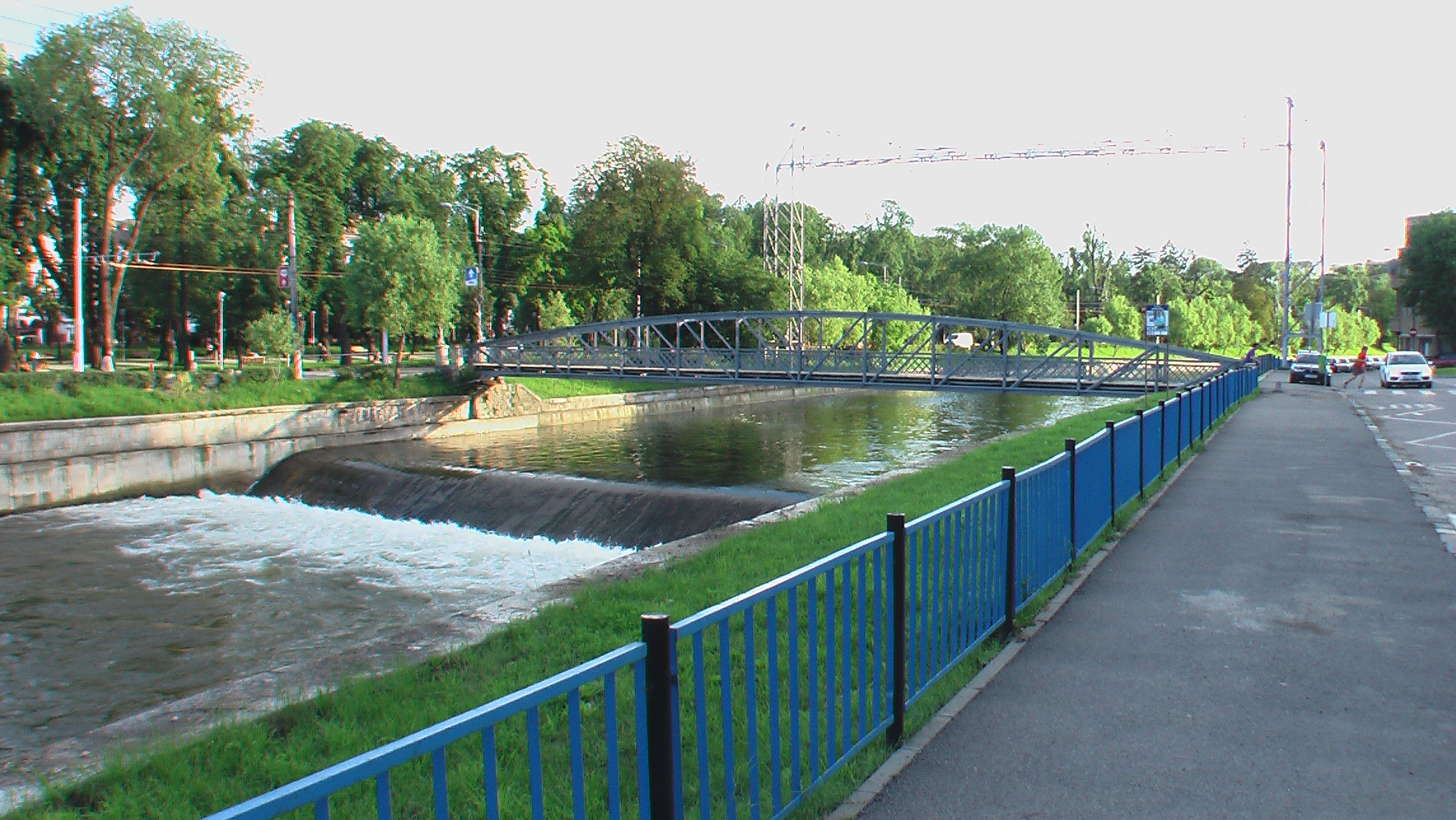
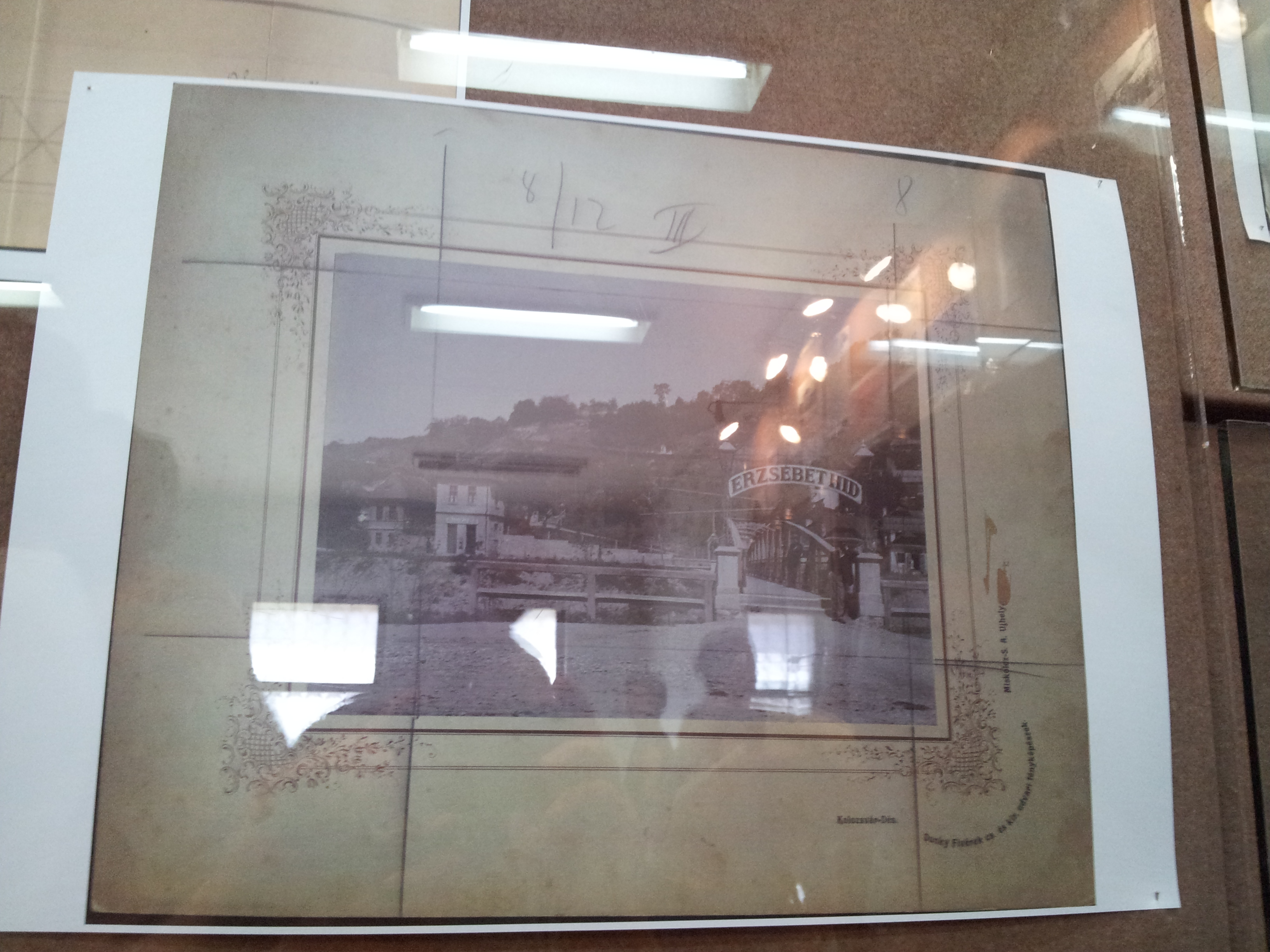
Az Erzsébet híd egy régi fényképen
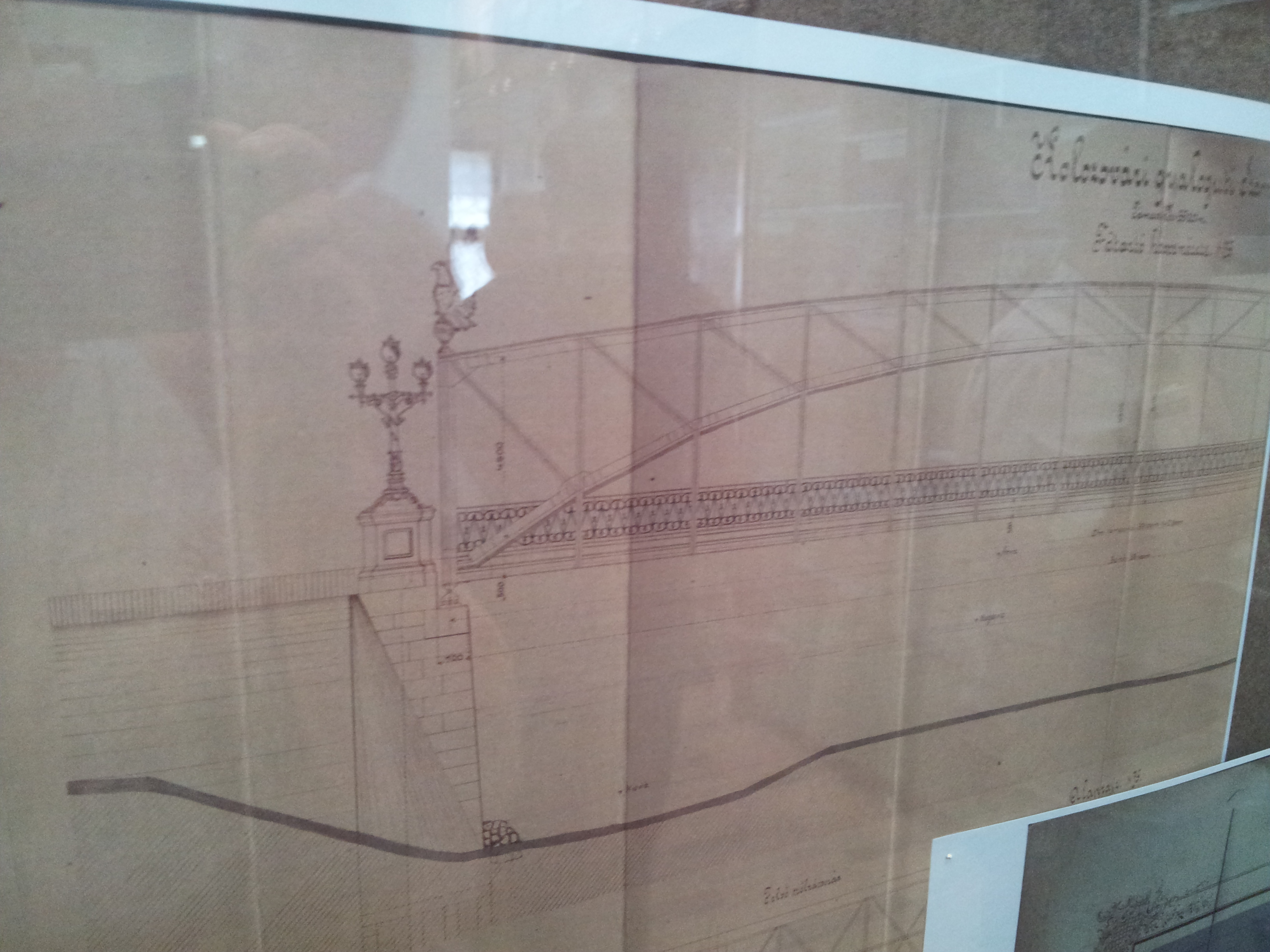
Az eredeti terv

## Külső hivatkozások
- Rohonyi D. Iván:  Fotóriport – Az Erzsébet-híd fényei.  Szabadság,   (2011. szeptember 8.)  arch Hozzáférés: 2012. szeptember 7.